# Viana, Espírito Santo
Viana är en ort i Brasilien.   Den ligger i kommunen Viana och delstaten Espírito Santo, i den sydöstra delen av landet, 900 km sydost om huvudstaden Brasília. Viana ligger 35 meter över havet och antalet invånare är 55 122.
Terrängen runt Viana är kuperad åt nordväst, men åt sydost är den platt. Runt Viana är det tätbefolkat, med 286 invånare per kvadratkilometer.. Närmaste större samhälle är Vitória, 18,3 km öster om Viana.
Omgivningarna runt Viana är huvudsakligen savann.